# Agesípolis II
Agesípolis II (Agesipolis, Ἀγησίπολις) fou rei d'Esparta, el 23è de la línia agíade. Era fill de Cleombrot I i va pujar al tron el 371 aC quan el seu pare va morir en la batalla de Leuctres, però només va regnar un any i va morir el 370 aC, segons diuen Pausànias i Diodor de Sicília.